# Tombe de la reine Heo

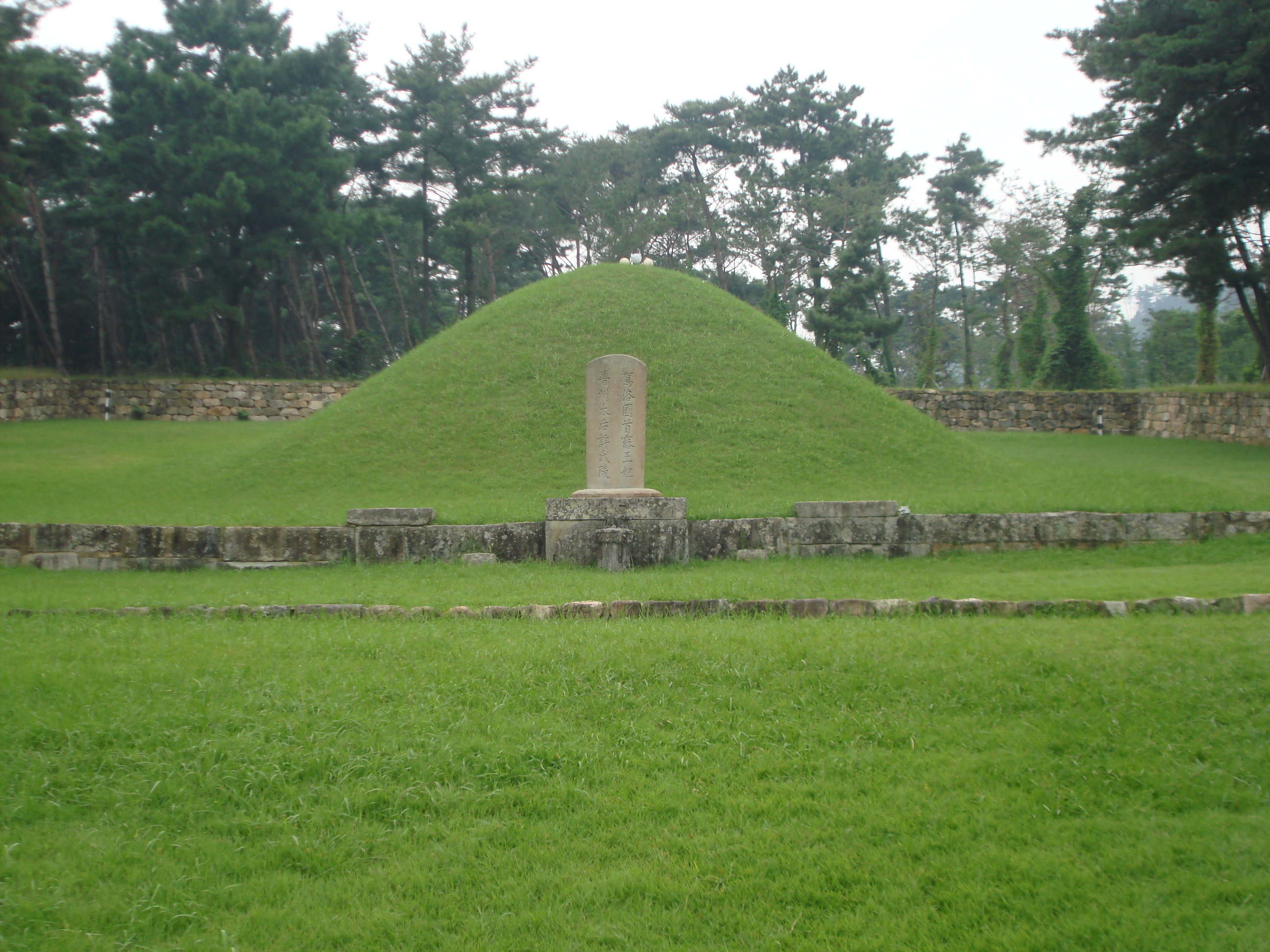
La tombe de la reine Heo

La  tombe de la reine Heo est dédiée à Heo Hwang-ok, la première reine d’un royaume de la confédération de Gaya que le clan des Heo de Gimhae considère comme étant sa progénitrice.
Elle se trouve dans le centre de Gimhae au sud de la péninsule coréenne et a comme particularité d’être construite au sommet d’une colline. Elle a la forme d’un grand tumulus de terre entouré d’une palissade basse en pierre. L’ensemble du site a été classé site historique n° 74.
Le site a vu son importance accrue en 1446 au cours de la 28e année du règne de Sejong avec la construction de quatre bâtiments supplémentaires : le Sungboje et les trois portes Oesammun, Naesammun et Hongsalmun. Après avoir été pillé pendant la guerre d’Imjin (1592-1597), le site a été complété d’une pierre tombale et de tablettes en pierre.
A l’est de la tombe, une petite pagode en pierre appelée Pasaseoktap a la réputation d’avoir été rapportée d’Inde par la reine et d’avoir le pouvoir de calmer les vents lorsque la mère est tempétueuse. Elle se trouvait au temple Hogyesa jusqu’à sa fermeture en 1873. Elle se trouve à sa place actuelle depuis 1993 et est placée sous une pagode pour éviter qu’elle continue de se dégrader.
L’histoire de la reine Heo Hwang-ok est décrite dans le Samguk Yusa, un livre du XIIIe siècle qui décrit l’histoire de la Corée et en particulier ses légendes fondatrices. 
Heo Hwang-ok serait une princesse originaire d’Ayodhya dans le Nord de l’Inde qui vint à Gaya sur un bateau chargé de présents. Elle aurait épousé le roi Kim Suro, le fondateur du royaume de  Geumgwan Gaya, en 49 à l’âge de 16 ans et serait morte en 189. Elle a eu 12 enfants dont 10 fils. Huit d’entre eux sont à la base de la lignée des Kim de Gimhae. Les deux autres ont eu le droit de garder le nom de famille de leur mère, ils sont à l’origine du clan des Heo de Gimhae.
La tombe du roi Suro se trouve dans la même ville.

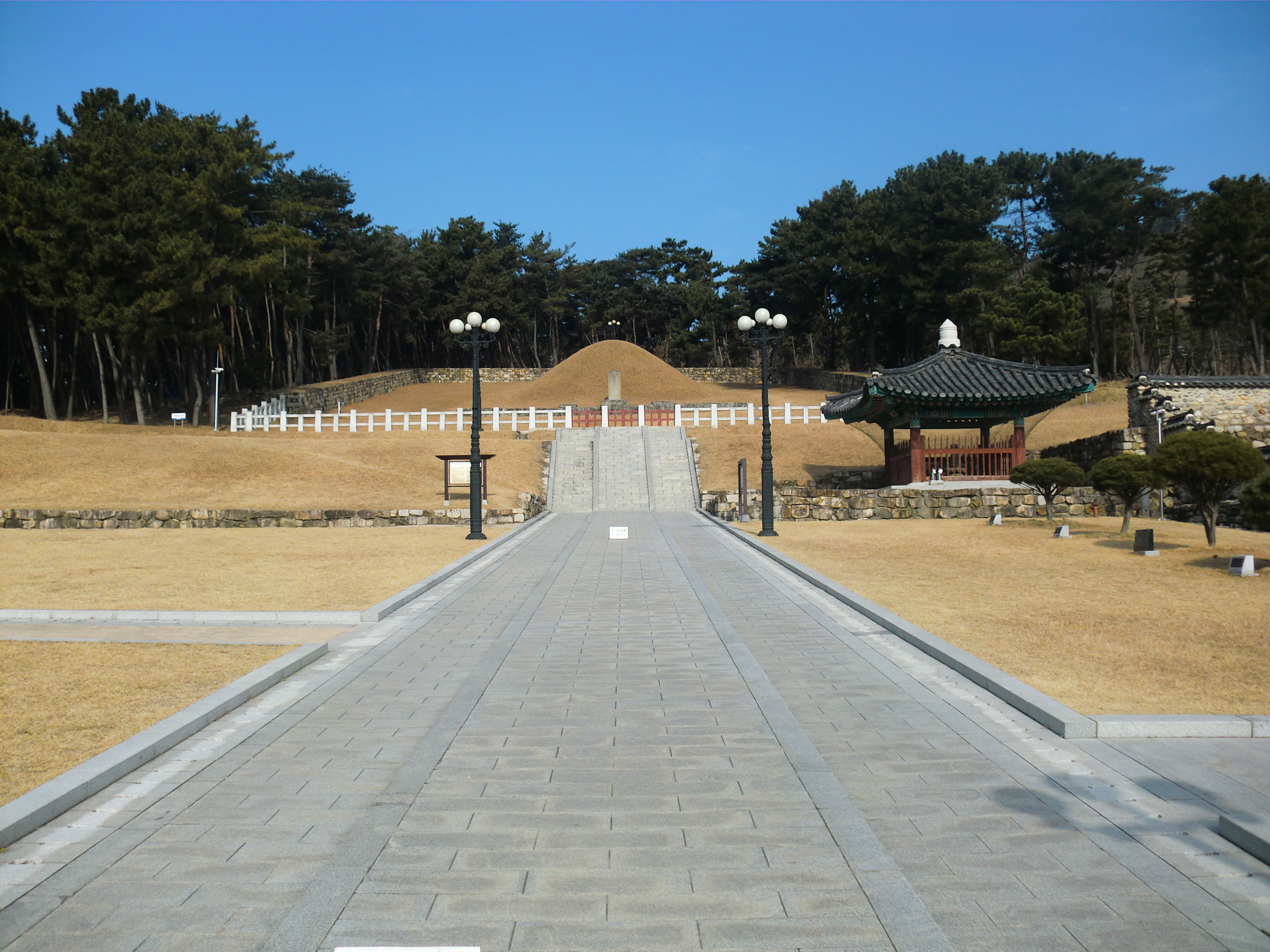
Accès
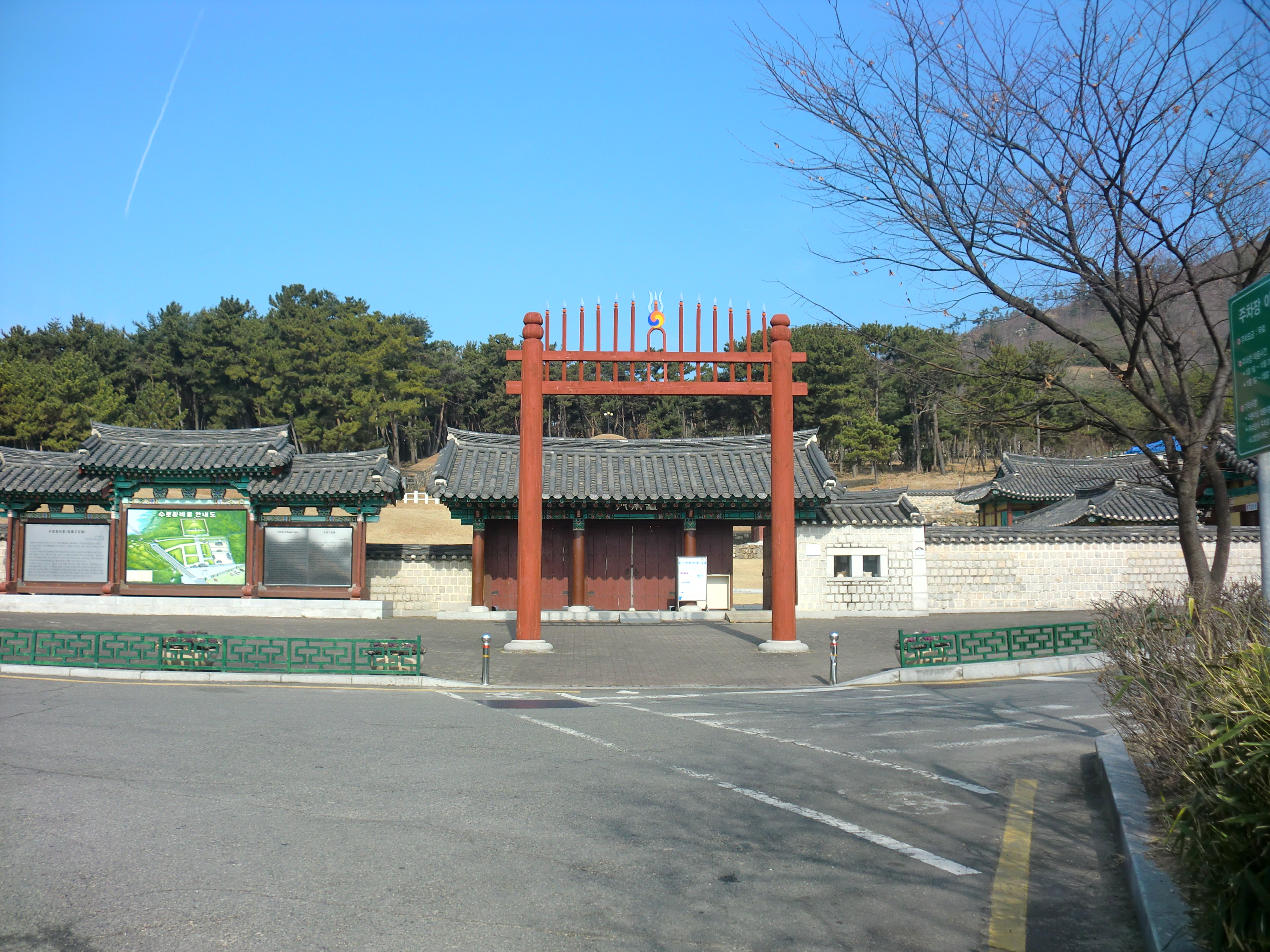
Entrée
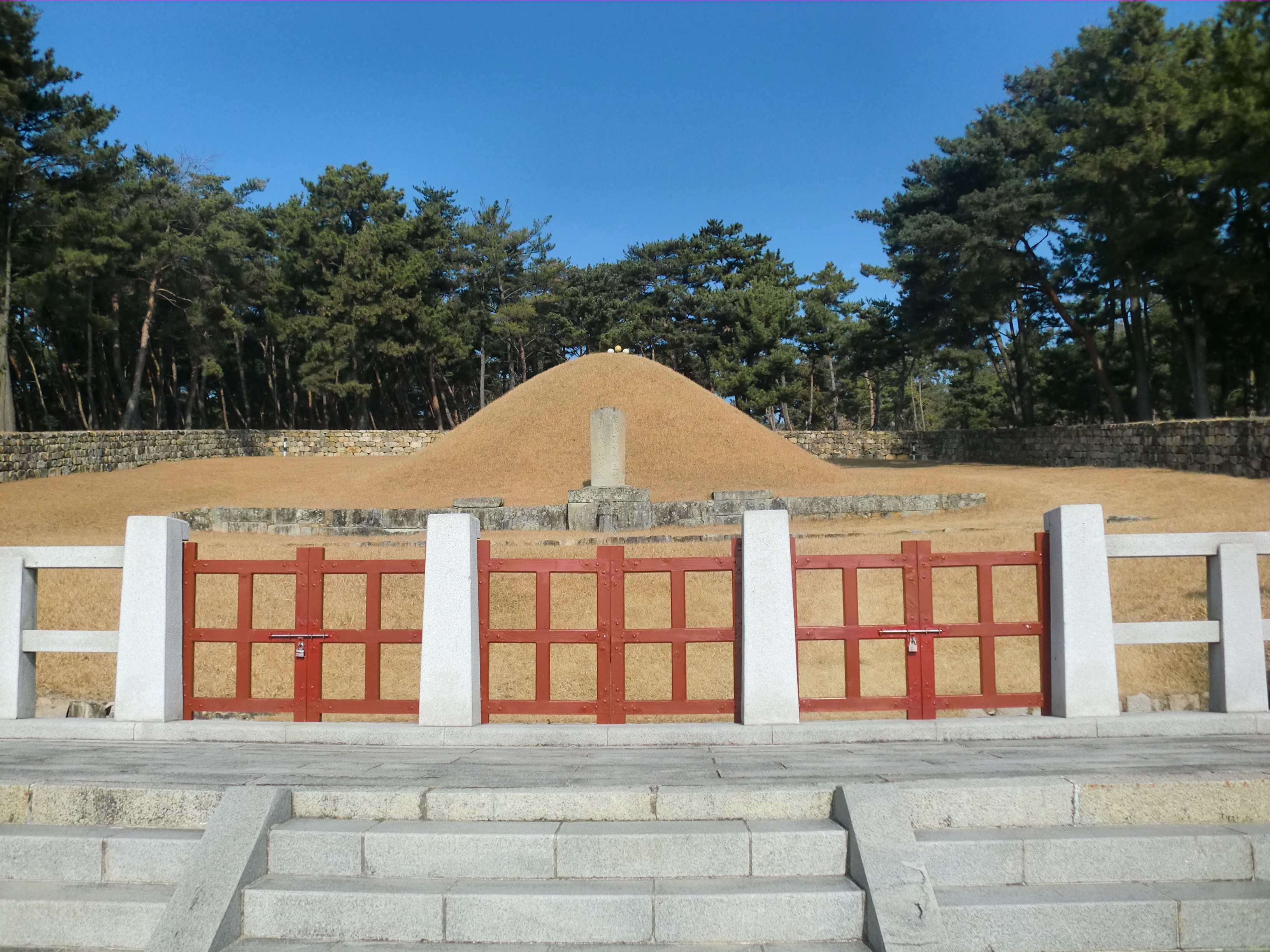
Tombe